# Gavage
 (novembre 2015).

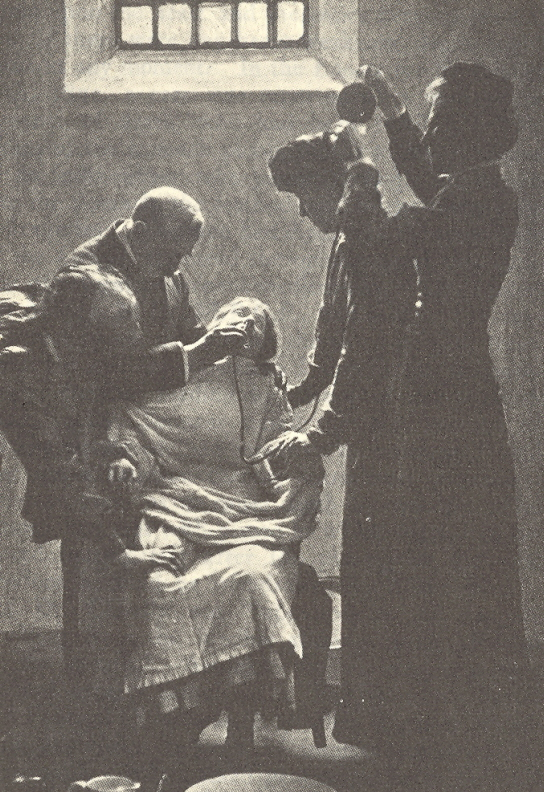
Une suffragette nourrie de force dans la prison de Holloway au Royaume-Uni durant la grève de la faim de 1911 pour le droit de vote des femmes.

Le gavage est l'action de faire ingurgiter un grand excès d'aliments à des animaux ou des humains, soit par force soit par incitation. Lorsque le gavage est contraint, la contrainte est d'origine physique, psychique ou culturelle.

## Chez les humains
Le gavage peut consister à faire manger quelqu’un au-delà de la satiété réelle et ou perçue. C’est le comportement de certains parents qui conduit à des surpoids pouvant aller jusqu’à l’obésité et aux maladies qui lui sont liées, quelquefois entraînant la mort. Le gavage humain est une forme de malnutrition.

### Pratique culturelle
Cette tradition concerne surtout les femmes, quand le surpoids est un critère de beauté. Mais aussi les jeunes enfants.

#### En Afrique
« Plus une femme prend de place, plus elle en a dans le cœur de son homme », dit l’adage. Ce phénomène est observable notamment au Niger, au Nord du Mali et en Mauritanie où le gavage des femmes est encore pratiqué,,,, dans ce pays, et plus particulièrement, dans les zones de faible alphabétisation. Bien qu'en perte de vitesse, elle concernerait 40% des jeunes Mauritaniennes.
Pour aider au gavage, au mieux, on pince les fillettes. Dans cette démarche, il s'agit d’acquérir une corpulence censée mettre en valeur la féminité dans une stratégie de séduction. Cette stratégie peut renvoyer à des particularités ethniques et est souvent cause de maladies voire de mort,. L’idée est de permettre la mise en œuvre de la stéatopygie. Cela renvoie aussi aux Vénus paléolithiques.
Au Cameroun, on gave les bébés, persuadés qu'ainsi ils vont acquérir des forces. La pratique du gavage est une cause de mortalité chez ces enfants.

#### En Orient
Le Leblouh (arabe : البلوح) est la pratique du gavage forcé des jeunes filles dans des pays où l'obésité est considérée comme le canon de beauté et signe de statut social.
Dans la tradition touareg, les classes supérieures de l’aristocratie (imajeγen), des religieux (ineslemen) et des tributaires (imγad) pratiquaient l'aḍanay en gavant des fillettes de sept à huit ans jusqu'à les rendre obèses. Ceci les rend plus vite pubères et permet un mariage et une maternité précoce. Mais ces femmes ne peuvent rapidement plus se mouvoir puis rencontrent d'importants problèmes de santé.

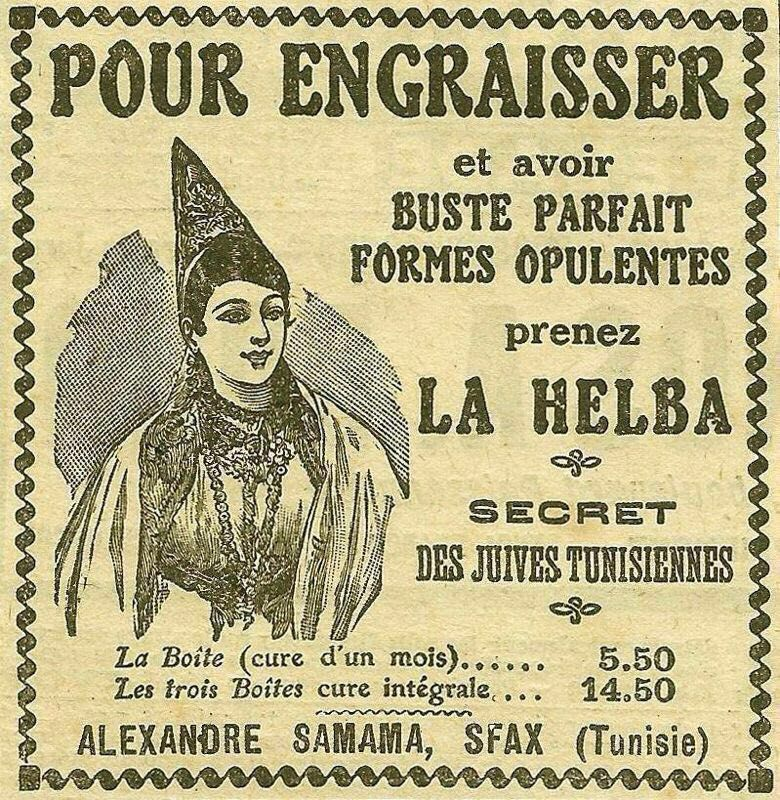
Réclame La Helba pour engraisser et avoir des « formes opulentes, un buste parfait » pour un gavage incitatif, Sfax, Tunisie, fin - début

En Tunisie, suivant certaines traditions populaires, le gavage avait lieu pendant la période de l’heğbam, entre l'accord du mariage et sa date effective. La fiancée est enfermée à la maison et gavée de force, elle fait six repas par jour et est dispensée de travail.
Dans le sud du Maroc, à Guelmim, la coutume du gavage des filles persiste encore de nos jours. Les femmes qui pratiquent le gavage utilisent des techniques comme le lahgin (injection d'eau de mer par le fondement pour gonfler l'intestin et faciliter la prise de poids) ou l'ingestion de grandes quantités d'eau pour agrandir l'estomac.
Il est à noter qu'avec l'amélioration du niveau de vie, la part des personnes en surpoids prend de l'ampleur dans nombre de pays du Moyen-Orient. Selon le Centre pour le contrôle et la prévention des maladies, implanté à Atlanta, en 2005, 83 % des femmes du Bahreïn souffrent de surpoids ou d'obésité, elles sont 75 % au Liban, 74 % dans les Émirats arabes unis, 51 % environ au Maroc et en Tunisie. En comparaison, elles sont 62 % aux États-Unis, le pays occidental le plus touché. En 2017, l'obésité devient « particulièrement alarmante chez les femmes » de la bande de Gaza, dont 60 % souffrent d'obésité, en association « de façon significative à toutes les maladies cardiovasculaires »
En Occident
Aux États-Unis, cela intervient aussi dans les rapports entre adultes et cela peut aller jusqu’au culte du gros ; voir l'article feeding.

### Nutrition artificielle
L'alimentation forcée ou nutrition artificielle est un gavage pratiqué sur des personnes en danger de mort en raison d'une grève de la faim ou d'un trouble de l'alimentation.
Les détenus en grève de la faim sont nourris de force à l'aide d'une sonde naso-gastrique, par exemple dans le camp de prisonniers de la base navale américaine de Guantánamo,.
Mais c’est aussi une technique utilisée par le corps médical dans plusieurs circonstances. Dans ce domaine, le gavage, par exemple d’un nouveau-né, d'une personne en état de choc ou d'une personne qui ne peut plus s'alimenter par elle-même (mastication, déglutition) peut correspondre à une prise alimentaire non excessive, mais souhaitée par le corps médical. Habituellement, on utilise d’autres dénominations, telle l' « alimentation entérale » ou la « nutrition entérale ».

## Chez les animaux

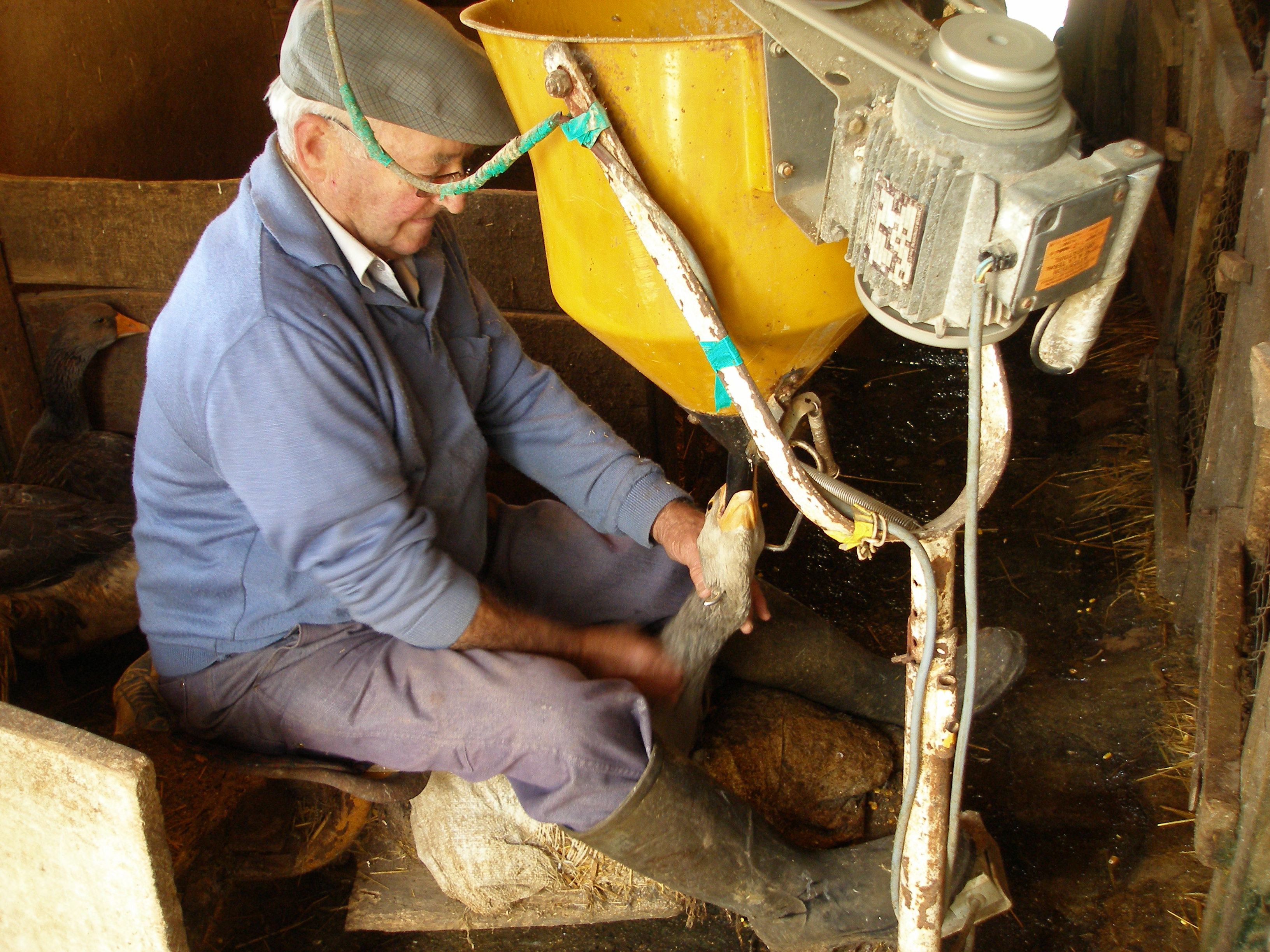
Le gavage forcé artisanal d'une oie.

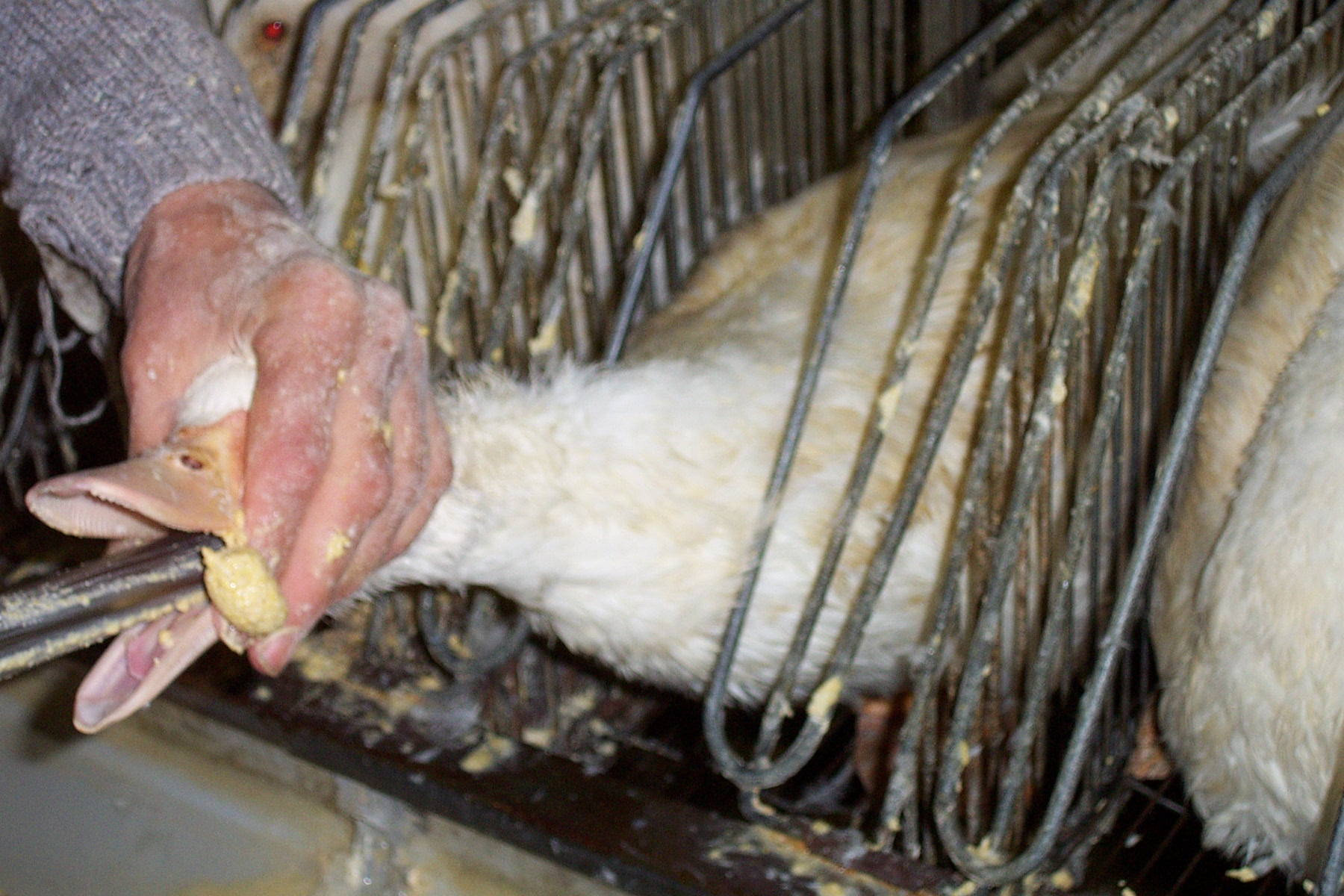
Le gavage industriel d'un canard mulard, tel que le documente le groupe de défense des animaux L214.

### Le gavage forcé
Chez les animaux, le gavage forcé concerne essentiellement les canards et dans une moindre mesure les oies, et consiste à alimenter abondamment et de force, ces animaux pour produire du magret, du confit et du foie gras. En raison des controverses que cette pratique suscite, plusieurs pays interdisent le gavage forcé, tels que l'Argentine, Israël, la Norvège, la Suisse, la Turquie, la Californie (États-Unis) ainsi que la plupart des pays de l'Union européenne, où elle n'est plus pratiquée que dans cinq pays (France, Hongrie, Bulgarie, Espagne et Belgique).

### Le gavage par incitation
L'article 24 des recommandations concernant les hybrides de canards de Barbarie du Comité Permanent de la Convention européenne sur la protection des animaux dans les élevages, précise que « Les pays autorisant la production de foie gras doivent encourager les études portant sur les aspects de bien-être et la recherche de méthodes alternatives n'impliquant pas la prise forcée d'aliments ».
Des éleveurs, comme en Espagne,, au Québec, et aux États-Unis,, tout en pratiquant un élevage en semi-liberté, ont mis au point des techniques alternatives élaborées qui leur permettent de produire et de commercialiser du foie gras obtenu naturellement, c'est-à-dire sans gavage forcé. Ces techniques, considérées comme "éthiques",, tirent parti de la « gourmandise » et du réflexe atavique des oies qui se gavent naturellement en prévision de la migration d'hiver. Une de ces techniques consiste à les nourrir avec du grain à volonté dès la naissance, et de bouillie de maïs roulée dans la mélasse un à deux mois avant l'abattage. Cette nourriture, dont ces animaux « raffolent », est servie en petites quantités à la fois, ce qui déclenche chez eux une certaine peur de manquer et les incite à s’alimenter davantage.

## Autre définition

### Le gavage de connaissances
On fait également parfois référence au « gavage de connaissances » lorsqu'on impose un apprentissage massif et rapide de connaissances à un individu ou un groupe d'individus. L'expression est figurative mais couramment utilisée, avec différentes variantes comme « gavage de formules » dans le domaine des mathématiques et des sciences.